# ادوارد دوتای
ژان-باتیست ادوارد دوتای (فرانسوی: [ʒɑ̃batist‿edwaʁ dətaj]؛ (تولد: ۵ اکتبر ۱۸۴۸، پاریس - مرگ: ۲۳ دسامبر ۱۹۱۲، پاریس) یک نقاش هنر آکادمیک و هنرمند نظامی فرانسوی بود که بخاطر جزئیات دقیق و واقع گرایانه اش از اهمیت برخوردار بود. وی به عنوان «هنرمند نیمه رسمی ارتش فرانسه» شناخته می‌شد.

## زندگی‌نامه

### تحصیلات و آغاز کار
دوتای در یک خانواده نظامی مرفه در پیکاردی بزرگ شد. پدربزرگش یک تأمین کننده سلاح برای ناپلئون بود. یک هنرمند آماتور که با تعدادی از کلکسیونرها و نقاشان از جمله اوراس ورنه دوست بود، پدرش مشوق کارهای هنری پسر بود. وی تحصیلات هنری خود را از هفده سالگی زیر نظر نقاش مشهور نظامی ژان لویی ارنست مسونی آغاز کرد. او در ابتدا برای یادگیری مقدمات به الکساندر کابانل مشهور مراجعه کرده بود اما مسونی تصمیم گرفت که خود دوتای را آموزش دهد. مسونی تأثیر عمده ای در سبک او ایجاد کرد و دقت در دوتای به وجود آورد.
دوتای اولین بار به عنوان هنرمند در سالن -نمایشگاه رسمی هنر فرهنگستان هنرهای زیبای فرانسه- در سال ۱۸۶۷ با نقاشی از استودیوی مسونی ظاهر شد. در سالن ۱۸۶۸، او اولین نقاشی نظامی خود را با نام The Drummers Halt به نمایش گذاشت که صرفاً بر اساس تصورات وی از انقلاب فرانسه بود. با آرامش در حین تمرین، در کمپ سن مائور، که سال بعد برای اولین بار در آن شرکت کرد، دوتای شهرت خود را به عنوان یک نقاش تثبیت کرد. در بهار سال ۱۸۷۰، وی به همراه سه نقاش جوان دیگر به نام‌های اتین-پروسپر برن-بلکور، الکساندر-لویی للوآر و ژان ژرژ ویبر به اردوی طراحی به الجزایر رفت.

### جنگ فرانسه و پروس
با شروع جنگ فرانسه و پروس در سال ۱۸۷۰، دوتای در گردان متحرک ۸ ارتش فرانسه ثبت نام کرد. تا ماه نوامبر او واقعیت‌های جنگ را می‌دید و تجربه می‌کرد. این تجربه به او اجازه داد تا پرتره‌های مشهور خود را از سربازان و به‌طور تاریخی از مانورهای نظامی، لباس فرم و به‌طور کلی زندگی نظامی تهیه کند. وی سرانجام نقاش رسمی نبردها شد. وی در سال ۱۸۸۵ کتابی به نام ارتش فرانسه منتشر کرد که شامل بیش از ۳۰۰ نقاشی خط و ۲۰ بازتولید رنگی از آثار او است.
دوتای یکی از اولین هنرمندانی بود که از اوژن آتژه عکس‌هایی خریداری کرد.

### اواخر زندگی

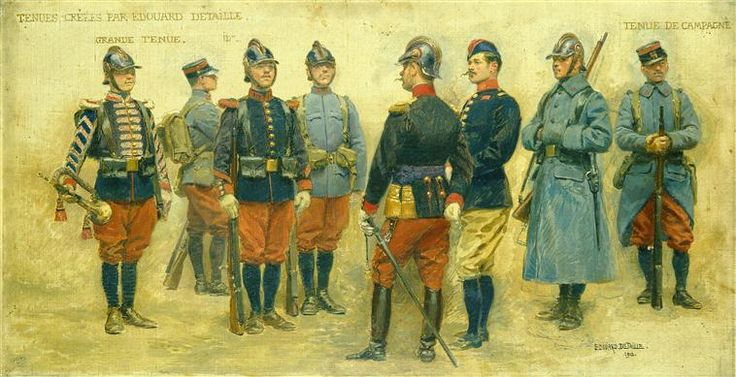
لباس فرم آزمایشی که در سال ۱۹۱۲ توسط ادواد دوتای برای پیاده‌نظام خط فرانسوی ایجاد شد. از چپ به راست: شیپور با لباس رژه، شخصی با لباس و کلاه، رده اول خصوصی با لباس رژه، شخصی با لباس خدمت و کلاه چرمی، افسر با لباس رژه، افسر با لباس خدمت و کلاه ایمنی پلیس (کلاه کنار)، سرباز با لباس میدانی و کلاه ایمنی چرمی، شخصی با لباس فرم و کلاه.

در سال ۱۹۱۲، دوتای لباس‌های جدیدی برای ارتش فرانسه ایجاد کرد. آنها هرگز توسط وزیر جنگ به تصویب نرسیدند، اما کت‌های بزرگ خاکستری آبی بر لباس‌های بعدی جنگ جهانی اول فرانسه تأثیر می‌گذارد و کلاه ایمنی آدریان به شدت تحت تأثیر طرح‌های او قرار گرفت.
وی در طول زندگی خود، مجموعه ای چشمگیر از لباس و مصنوعات نظامی را جمع‌آوری کرده بود و پس از مرگ وی را به موزه ارتش در پاریس وصیت کرده بود.

## نگارخانه
- نقاشی توسط دوتای، ۱۸۸۵
- سواره نظام- سواره نظام منشی و پرستار, ۱۸۸۷
- نارنجک‌انداز گارد قدیم فرانسه
- زنده‌باد امپراتور!, ۱۸۹۱
- جنگ فونتونوآ
- رؤیا
۱۸۸۸ م.
موزه اورسی
- نارنجک‌اندازهای اسب سوار در نبرد ایلو: سر بلند (سرهنگ لپی)،  ۱۸۹۳
- تفنگ داران سوار بر اسب در روسیه ، ۱۸۹۳
- به رسمیت شناختن، ۱۸۷۶
- خروج از پادگان اونینگ ۱۸۱۵